# Карпин
Карпин е бивше село в Егейска Македония, Гърция, разположено на територията на дем Пеония в административна област Централна Македония.

## География
Селото е било разположено в планината Паяк, на 4 km северно от село Църна река (Карпи). На около 4 km северозападно от Църна река е местността Карлес, а на 4 km западно е връх Каркин.

## История
Селото се разпада в първата половина на XIX век вследствие на постоянните нападения от мюсюлмански разбойнически банди от дезертьори от османската войска, познати като тумбулеци. Селяните се заселват в Боймица и Църна река. От Карпин са родовете Котевци и Доневци.